# Tom Bradley
Pour les articles homonymes, voir Bradley.
Thomas « Tom » Bradley, né à Calvert (Texas) le 29 décembre 1917 et mort à Los Angeles (Californie) le 29 septembre 1998, est un homme politique américain connu pour avoir été le premier maire afro-américain de Los Angeles (Californie) de 1973 à 1993. Il se présente sans succès aux élections pour le poste de gouverneur de Californie en 1982 et en 1986, échouant à ces deux reprises contre George Deukmejian.

## Biographie

### Jeunesse et formation
Thomas Ivert Bradley est l'un des sept enfants de Lee Thomas Bradley, un métayer, et de Crenner (Hawkins) Bradley. En 1924, la famille Bradley emménage à Los Angeles, son père Lee Thomas étant à la recherche d'un travail mieux rémunéré, sa mère travaille comme domestique pour payer les frais d'éducation de ses enfants. Après ses études secondaires à la John H. Francis Polytechnic High School (en),Thomas est accepté à  l'Université de Californie à Los Angeles (UCLA). Après trois années d'études, en 1940, il quitte l'université pour devenir policier au Los Angeles Police Department, il obtient le grade de lieutenant qui, à l'époque, est le grade le plus élevé pour un Afro-américain. Parallèlement, il suit des cours du soir, dans un premier temps à l'Université Loyola Marymount puis à la Southwestern Law School (en) de Los Angeles. En 1956, il obtient le Bachelor of Laws (licence de droit). Cinq ans après en 1961, il quitte la police pour ouvrir un cabinet d'avocat après s'être inscrit au barreau de la Californie,,.

### Carrière
Lors des élections municipales de 1963, Tom Bradley est élu comme membre du Conseil municipal, représentant le du 10° district de Los Angeles en 1963, il est le premier Afro-Américain à être élu au conseil municipal. Il est réélu en 1967 et 1971.
En 1973, il est élu maire de Los Angeles devant Sam Yorty avec 56 % des voix alors que la population afro-américaine ne représente que 15 % des voix, devenant ainsi le premier maire afro-américain de cette ville. Il est réélu par trois fois, en 1977 avec 59 % des voix, en 1981 avec 64 % des voix et enfin en 1985 avec 67 % des voix,.   
Tom Bradley se présente aux élections au poste de gouverneur de la Californie et malgré des sondages positifs, il échoue par deux fois, en 1982 et en 1986, face à George Deukmejian. 
Ces deux défaites démentant les pronostics ont été analysées et ont produit un néologisme politique, l'effet Bradley, aussi appelé l'effet Wilder, qui est une théorie explicative se référant aux États-Unis au décalage entre les sondages électoraux et les résultats des élections quand un candidat blanc est opposé à un candidat non blanc,. Effet qui a été sujet à des controverses,,,

### Vie personnelle
En 1941, Tom Bradley épouse Ethel M. Bradley, le couple donne naissance à deux filles Phyllis et Lorraine,.
Tom Bradley repose à l'Inglewood Park Cemetery (en) d'Inglewood dans la banlieue de Los Angeles aux côtés de son épouse Ethel M. Bradley.

## Prix et distinctions
- 1985 : récipiendaire de la médaille Spingarn décernée par la National Association for the Advancement of Colored People (NAACP)[16].

## Hommages
- Un terminal international de l'aéroport international de Los Angeles porte son nom[17].
- L'Université d'État de Californie à Northridge et le Los Angeles Valley College (en) ont organisé un concours pour sélectionner des portraits de Tom Bradley[18].